# 조홍 (한국 군인)
조홍(趙洪, 1933년 ~ 2018년)은 12·12 군사 반란 당시 대한민국 육군 수도경비사령부 헌병단장이었다. 1995년 북미로 도피하여 군인연금을 계속 수령하다가 2018년 사망했다.